# Cèl·lula mare embrionària

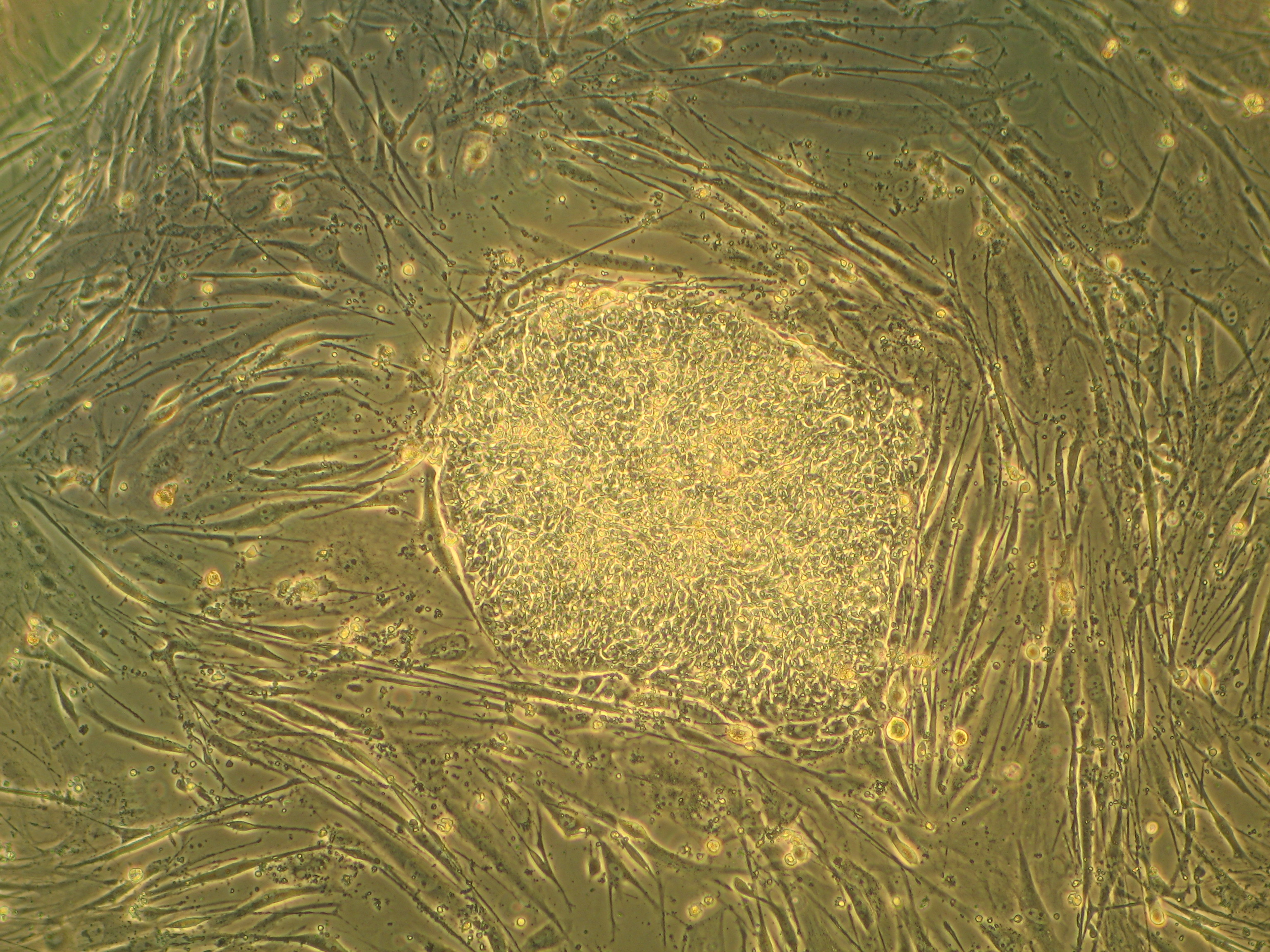
Cel·lules mares d'embrions humans en un cultiu cel·lular

Les cèl·lules mare embrionàries són cèl·lules mare pluripotents derivades de la massa cel·lular interna d'un blastocist, un embrió preimplantat en fase inicial. Els embrions humans arriben a l'estadi de blastocist 4-5 dies després de la fecundació, moment en què es componen de 50-150 cèl·lules. L'aïllament de l'embrioblast o massa cel·lular interna (ICM) dona lloc a la destrucció del blastocist, un procés que planteja problemes ètics, inclòs si els embrions en l'etapa preimplantària han de tenir les mateixes consideracions morals que els embrions en l'etapa postimplantació de desenvolupament.
Els investigadors se centren molt en el potencial terapèutic de les cèl·lules mare embrionàries, essent l'objectiu clínic l'objectiu de molts laboratoris. Els usos possibles inclouen el tractament de la diabetis i les malalties del cor. S'està estudiant que les cèl·lules s'utilitzin com a teràpies clíniques, models de trastorns genètics i reparació cel·lular / ADN. No obstant això, també es van notificar efectes adversos en la investigació i en processos clínics, com ara tumors i respostes immunes no desitjades.

## Utilització
A causa de la seva plasticitat i potencialment il·limitada capacitat d'auto-regeneració, s'han proposat teràpies amb cèl·lules mare embrionàries per a la medicina regenerativa i la substitució de teixits després de lesions o malalties. Les cèl·lules mare pluripotents han mostrat una promesa en el tractament de diverses condicions diferents, incloent-hi, però no limitant-se, lesions medul·lars, degeneració macular relacionada amb l'edat, diabetis, trastorns neurodegeneratius (com la malaltia de Parkinson), SIDA, etc. A més del seu potencial en la medicina regenerativa, les cèl·lules mare embrionàries proporcionen una possible font alternativa de teixit / òrgans que serveix com a possible solució al dilema d'escassetat del donant. Tot i això, hi ha algunes controvèrsies ètiques (vegeu la secció de debat ètic a continuació). A part d'aquests usos, els CES també es poden utilitzar per a investigacions sobre desenvolupament humà precoç, certa malaltia genètica i proves de toxicologia in vitro.

## Història
Les cèl·lules mare embrionàries es van identificar en 1981 en ratolins per Martin Evans, Kaufman i Martin i en 1998 en l'home pels equips de James Alexander Thomson, de Joseph Istkovitz-Eldor i de Benjamin Reubinoff.

## Actualitat i problemàtica
La recerca amb cèl·lules mare embrionàries serà objecte d'una major investigació que les cèl·lules mare adultes segons el National Institute of Health. Tanmateix, es troben en una fase d'estudi molt primerenca, ja que aquest tipus de cèl·lula mare no va ser aïllada fins al 1998 en humans, quan les cèl·lules mare adultes es varen començar a estudiar la dècada del 1960. La recerca amb cèl·lules mare embrionàries humanes és molt controvertida, ja que per iniciar un nou llinatge cel·lular, cal la destrucció de l'embrió. En un intent de superar aquests problemes, morals, polítics i ètics, els investigadors han estat experimentant amb tècniques alternatives d'obtenció de cèl·lules mare per extracció sense que això representí la destrucció d'embrions humans.